# Papilio dardanus
La cola de golondrina africana (Papilio dardanus) es una especie de mariposa en la familia Papilionidae. La especie está ampliamente distribuida en todo el África subsahariana. El entomólogo británico E. B. Poulton la describió como "la mariposa más interesante del mundo".

## Clasificación
Los estudios moleculares han proporcionado evidencia de que el pariente más cercano de esta especie es Papilio phorcas, siendo Papilio constantinus el siguiente más cercano (ver imágenes a continuación). Es un miembro del género Papilio del cual Papilio appalachiensis y Papilio xuthus también son miembros. 
Papilio dardanus es un miembro del grupo de especies. Los miembros del clado son:
- Papilio dardanus Brown, 1776
- Papilio constantinus Ward, 1871
- Papilio delalandei Godart, [1824]
- Papilio phorcas Cramer, [1775]
- Papilio rex Oberthür, 1886

## Subespecies
Listado alfabéticamente:
- P. d. antinorii Oberthür, 1883 (tierras altas de Etiopía)
- P. d. Byatti Poulton, 1926 (tierras altas del norte de Somalia)
- P. d. cenea Stoll, 1790 (sur de Mozambique, este de Zimbabue, Botsuana, Sudáfrica, Suazilandia)
- P. d. Dardanus Brown, 1776 (Senegal, Guinea Bissau, Guinea, Sierra Leona, Liberia, Costa de Marfil, Ghana, Burkina Faso, Togo, Benín, Nigeria, Camerún, Guinea Ecuatorial, Gabón, Congo, República Centroafricana, Angola, República Democrática del Congo, Uganda, oeste de Kenia, norte de Zambia)
- P. d. figinii Storace, 1962 (tierras altas de Eritrea)
- P. d. flavicornis Carpenter, 1947 (Mt Kulal, noroeste de Kenia)
- P. d. humbloti Oberthür, 1888 (Islas Comoro)
- P. d. Meriones C. y R. Felder, 1865 (Madagascar)
- P. d. meseres Carpenter, 1948 (Uganda, sudoeste de Kenia, Tanzania: las costas oeste, sur y sudeste del lago Victoria)
- P. d. ochraceana Vane-Wright 1995 (Mt. Marsabit, norte de Kenia)
- P. d. polytrophus Rothschild & Jordan, 1903 (Kenia: tierras altas al este del Valle del Rift)
- P. d. sulfurea Palisot de Beauvois, 1806 (Santo Tomé y Príncipe, Bioko)
- P. d. tibullus Kirby, 1880 (este de Kenia, este de Tanzania, Malawi, Zambia)

## Reino biogeográfico
Ecozona afrotropical

## Mimetismo

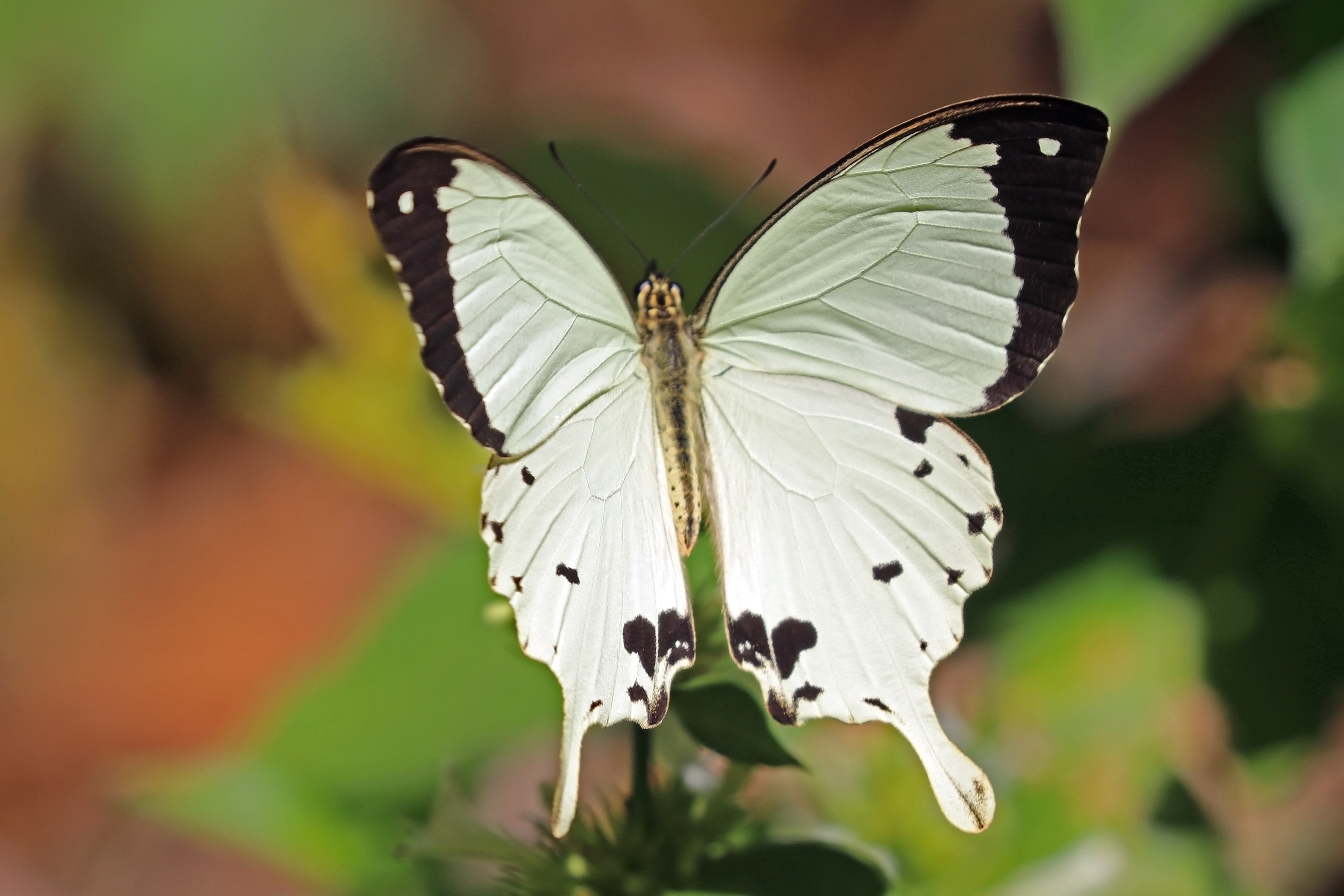
Macho

La especie muestra polimorfismo en la apariencia del ala, aunque esto se limita a las hembras, que a menudo se dan como un ejemplo de mimetismo batesiano en los insectos. Este mimetismo limitado a las hembras fue descrito por primera vez en 1869 por Roland Trimen. Los machos tienen una apariencia más o menos uniforme en todo el rango de la especie, pero las hembras pueden tener al menos 14 variedades o morfos.
Algunas morfos femeninas comparten un patrón de coloración muy similar con varias especies de mariposas desagradables (por ejemplo, de Danainae, una subfamilia de ninfálidas), mientras que se han encontrado otras que imitan la apariencia masculina (y los cromorfos). La persistencia de estos diversos morfos o diferentes tipos de hembras puede explicarse por la selección dependiente de la frecuencia. Algunos biólogos sugieren que los individuos con mimetismo batesiano obtienen una ventaja de aptitud al evitar a los depredadores, pero sufren el acoso de los machos (ver conflicto sexual), mientras que los andromorfos (imitadores masculinos) son vulnerables a la depredación, pero no son hostigados por los intentos de apareamiento.
Los morfos se dividen en tres grupos generales basados en patrones: el grupo hippocoon, el grupo cenea y el grupo planemoides. El grupo hippocoon tiene la mayor cantidad de morfos; Los fenotipos dentro de este grupo se caracterizan por cuatro bandas de patrones alternados de negro y color. Dentro del grupo cenea, los patrones están dominados en gran medida por la coloración negra y contienen pequeñas manchas de color. El grupo de planemoides tiene bandas negras que rodean el exterior del ala con una gran mancha de color a través del medio del ala. Este grupo también contiene las formas femeninas que son imitaciones masculinas. La diversidad en los patrones de las alas de cada grupo se ve principalmente en la coloración de cada organismo, mientras que los patrones negros son generalmente consistentes en cada forma.
Se ha encontrado que la variación fenotípica dentro de las formas femeninas de Papilio dardanus se controla en un locus llamado H que contiene al menos 11 alelos diferentes. Se ha encontrado que el locus grabado tiene mutaciones no sinónimas en todos los individuos de la especie, lo que permitiría la divergencia de cada forma.  Los estudios respaldan que el gen del Papilio dardanus es monofilético y solo ha evolucionado una vez dentro de la especie. Los resultados también sugieren que los muchos alelos miméticos diferentes en el genoma de Papilio dardanus son únicamente de mutaciones en la especie. En otras palabras, los alelos no entraron en el genoma por transferencia genética de otras especies.  
Las diferentes combinaciones de los alelos en H conducen a la variedad de formas vistas dentro de la especie. Los cruces genéticos de los individuos encontraron una jerarquía de dominación general dentro de los alelos. Las combinaciones de alelos también determinan no solo qué morfo se expresará, sino también el tamaño real de los patrones mostrados. Cada alelo puede influir en un patrón mimético mayor o menor en un organismo.  
Tal mimetismo batesiano limitado por la hembra no es exclusivo de esta especie, ni del género Papilio. Del mismo modo, se ha observado mimetismo masculino en otro insecto, un caballito del diablo Ischnura ramburii que también parece haber desarrollado camuflaje para evitar la coerción sexual por parte de los machos.

## Galería

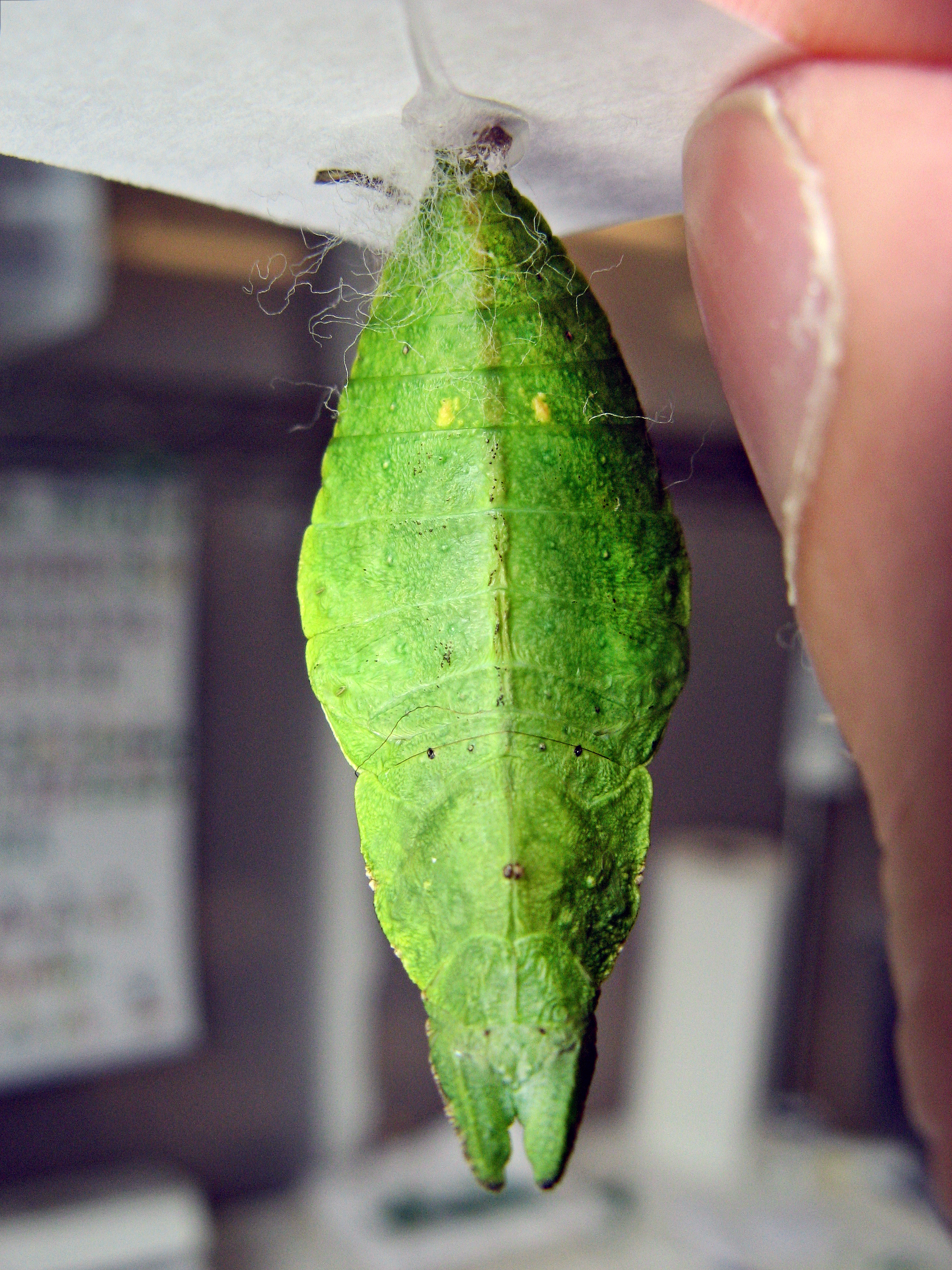
Pupa
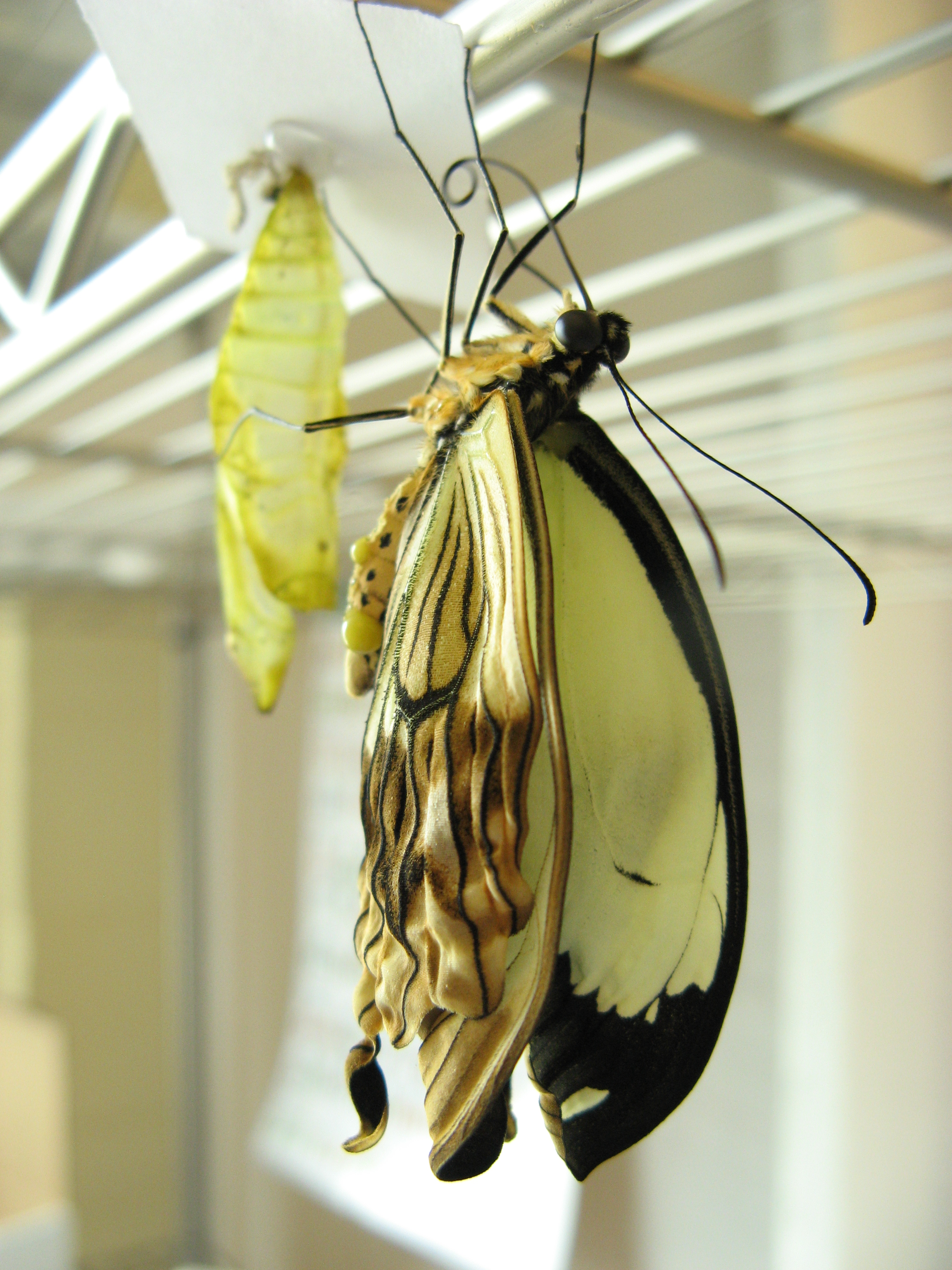
Mariposa salida de la crisálida
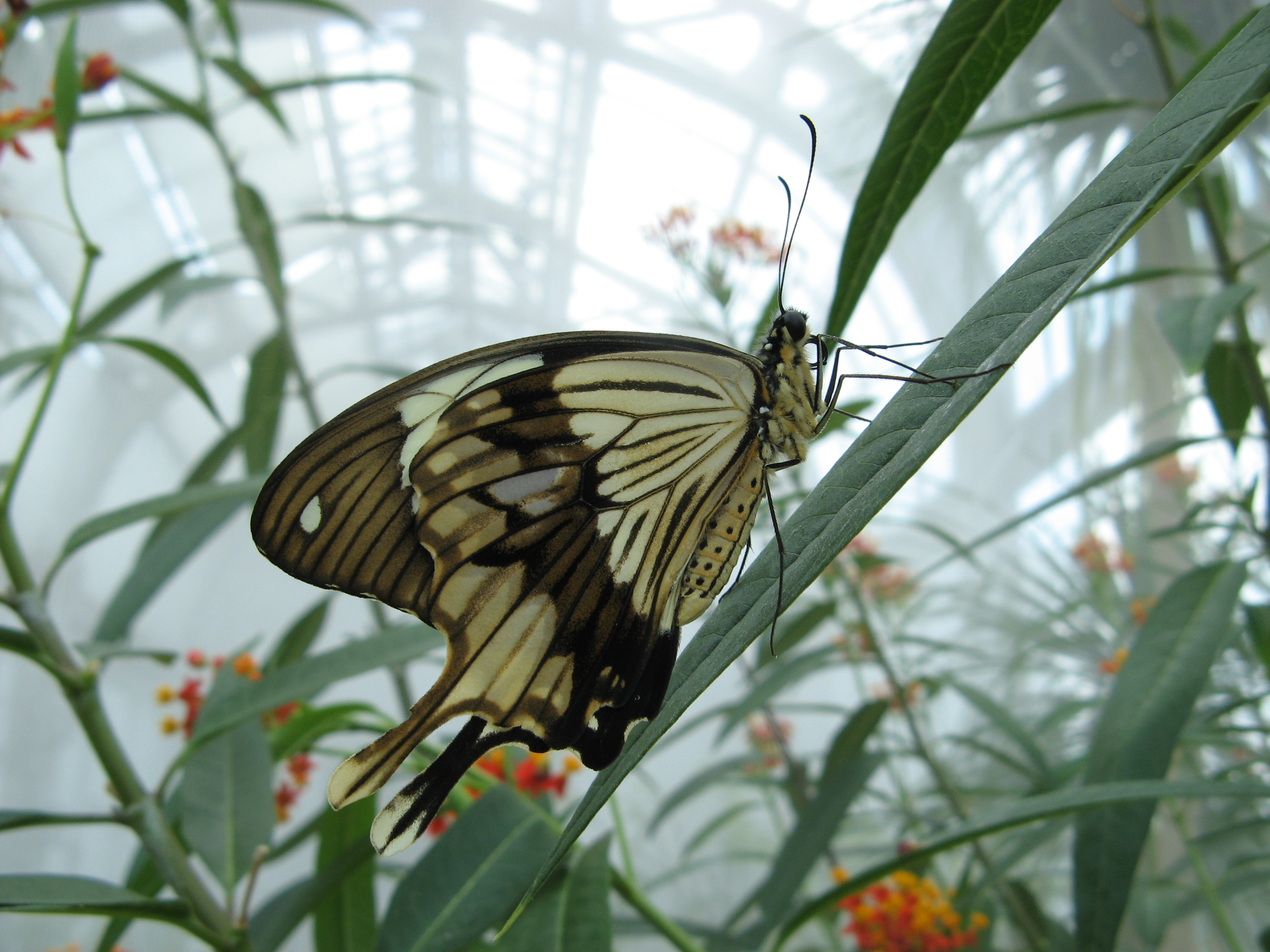
Adulto
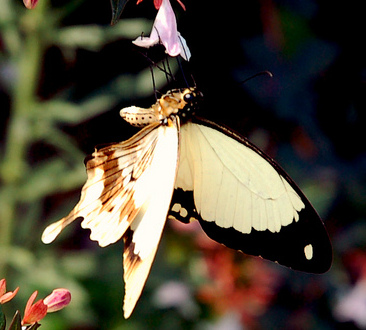
En el medio, Sudáfrica
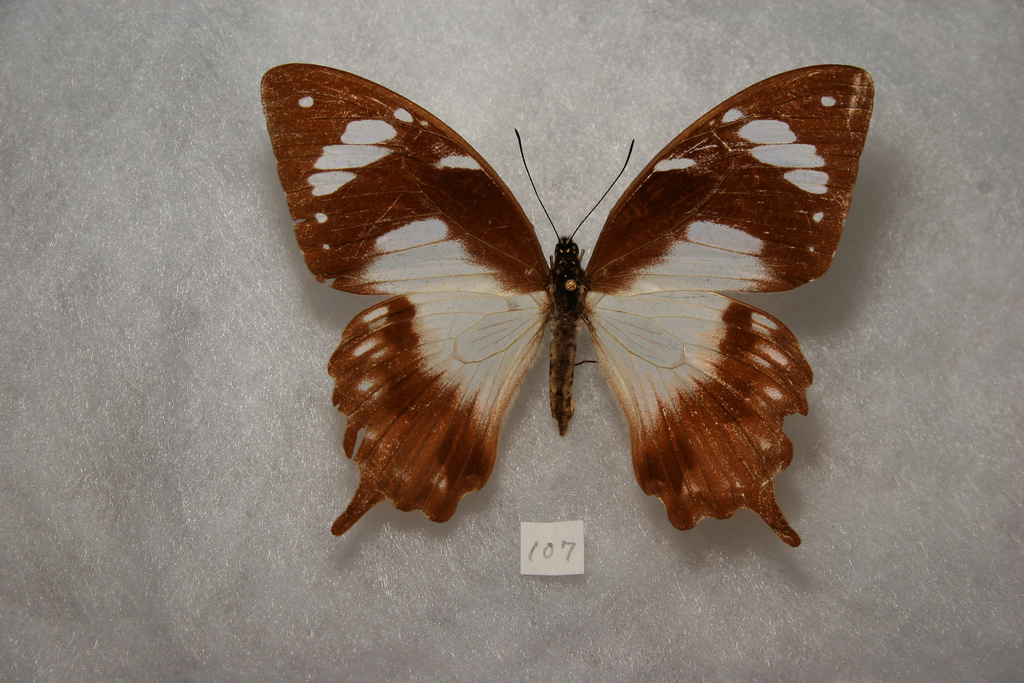
P. d. antinorii hembra
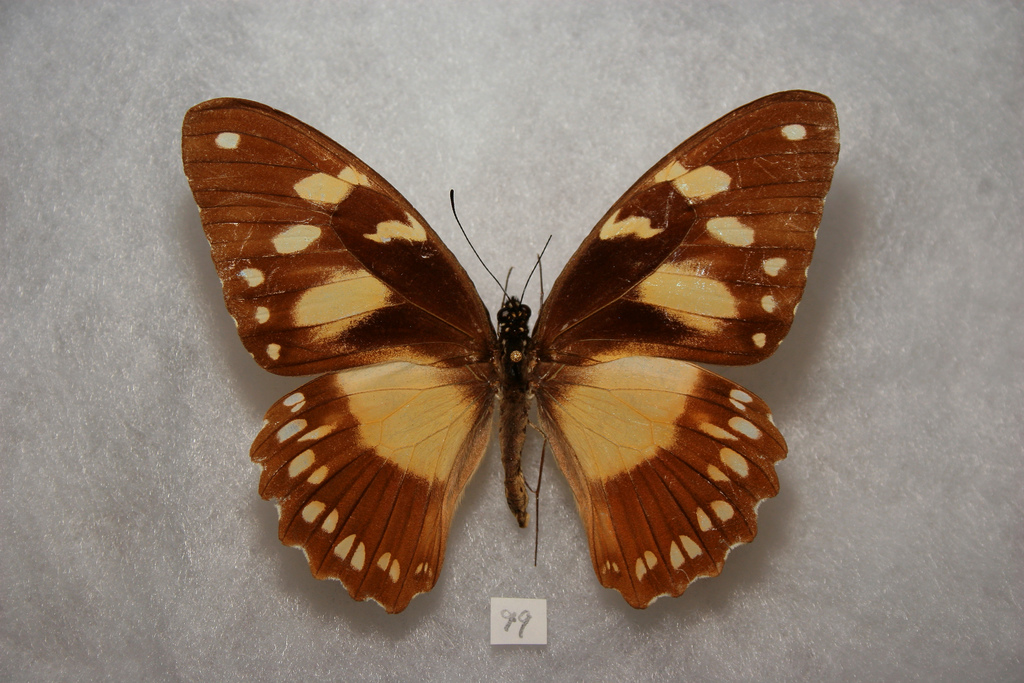
P. d. ochracea hembra
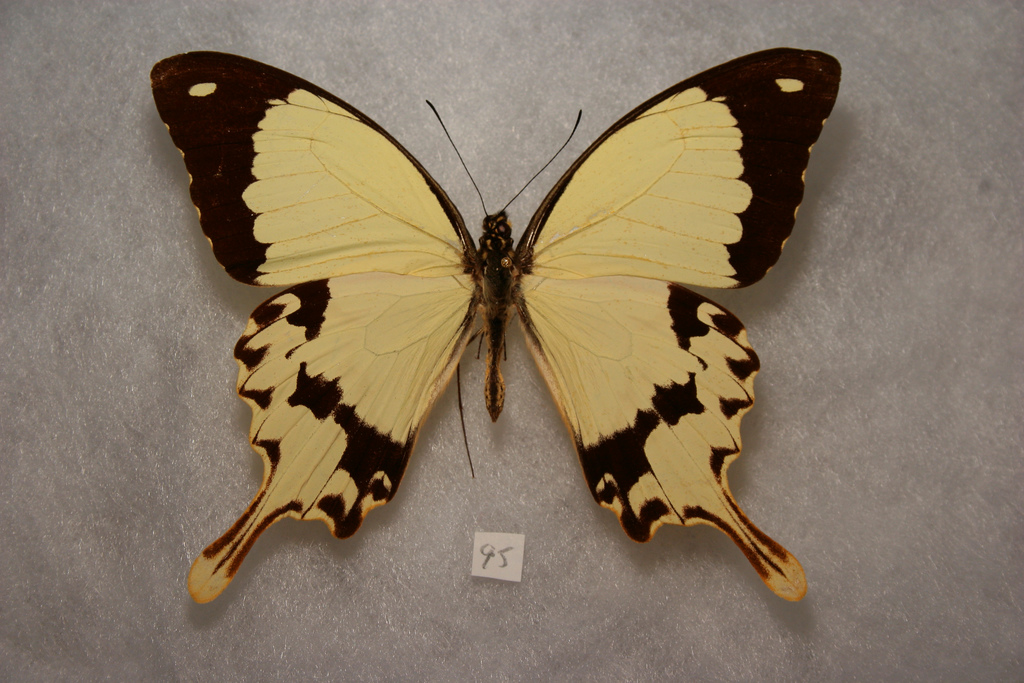
P. d. ochracea macho
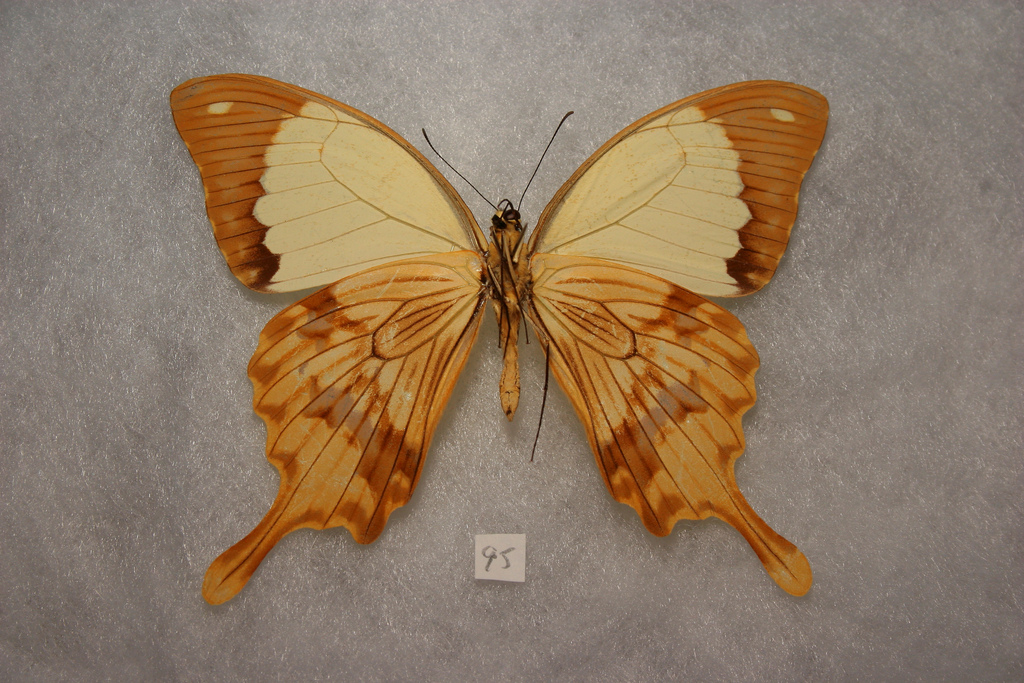
Vista ventral del mismo macho
- Video de la salida la crisálida
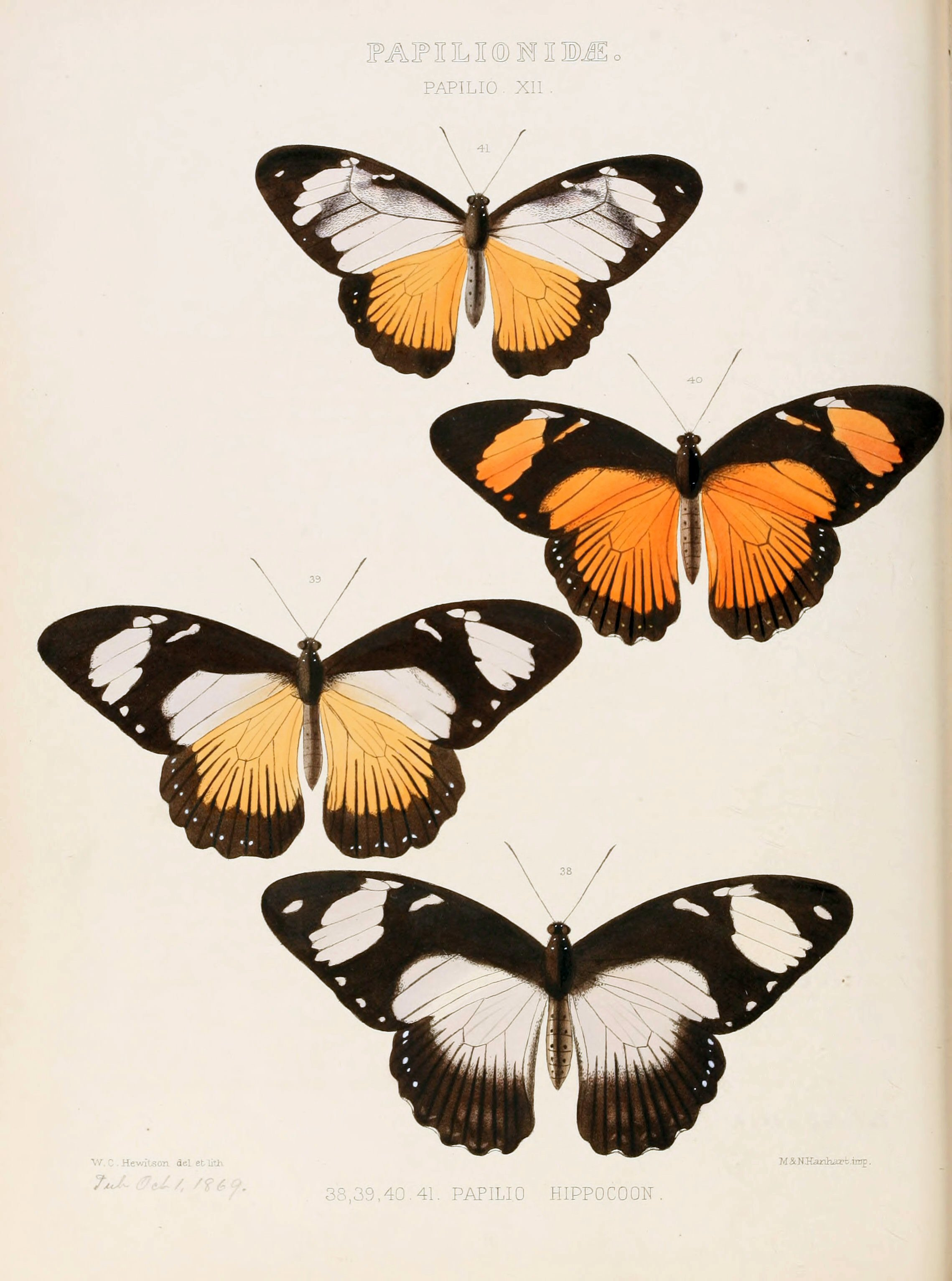
Ilustraciones
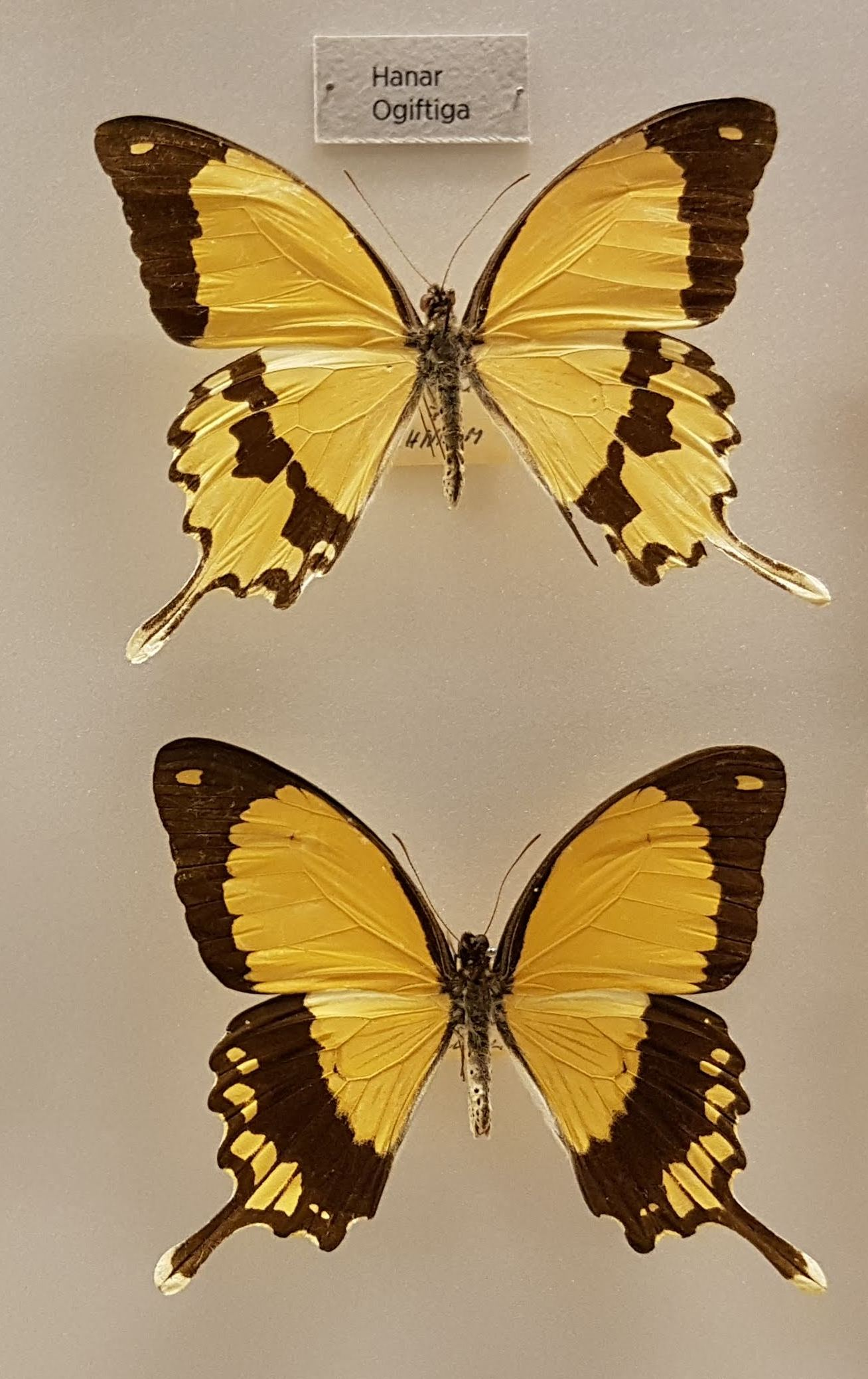
Especímenes del Museo de Historia Natural de Gotenburgo